# Andrej Medved
Andrej Medved, slovenski umetnostni zgodovinar in teoretik, pesnik, publicist, prevajalec, esejist, urednik, * 3. februar 1947, Ljubljana.

## Življenjepis
Andrej Medved je leta 1975 diplomiral iz filozofije in umetnostne zgodovine na Filozofski fakulteti v Ljubljani. Od 1977 je bil kustos Obalnih galerij v Piranu, zdaj pa je tam umetniški vodja. Bil je v uredništvu študentske Tribune, Problemov in revije društva slovenskih pisateljev Le Livre Slovène, zdaj je glavni in odgovorni urednik časopisa za sodobno likovno umetnost Artes. Piše simbolno in senzualno liriko, prevaja ter objavlja filozofsko, literarno in umetniško esejistiko in publicistiko.

## Nagrade in priznanja
- 2014: Valvasorjeva nagrada
- 2024: nagrada za življenjsko delo Društva slovenskih likovnih kritikov

## Literarno delo
- Pesniške zbirke
  - Glava (COBISS)
  - Telo losa (COBISS)
  - Videnja (COBISS)
  - Kilini (COBISS)
  - Hiperijon (COBISS)
  - Uroki in prerokbe (COBISS)
  - Rimske elegije (COBISS)
  - Nevarna razmerja (COBISS)
  - Kitara (COBISS)
  - Priprtja in odstrtja (COBISS)
  - Afrika (COBISS)
- Eseji
  - (Ne)uresničene razstave (COBISS)
  - V labirintu (COBISS)